# Myospila graminicola
Myospila graminicola este o specie de muște din genul Myospila, familia Muscidae. A fost descrisă pentru prima dată de Carl Ludwig Doleschall în anul 1858. Conform Catalogue of Life specia Myospila graminicola nu are subspecii cunoscute.